# تالی مارشال
تالی مارشال (انگلیسی: Tully Marshall؛ ۱۰ آوریل ۱۸۶۴ – ۱۰ مارس ۱۹۴۳) بازیگر اهل ایالات متحده آمریکا بود. 
از فیلم‌هایی که وی در آن نقش داشته است، می‌توان به جنایت بی‌نقص، ارابه‌های جنگی، نمایش نمایش‌ها،  تعصب، توپ آتش، صورت زخمی، داستان دو شهر، پل سن لوئیس ری، الیور توئیست و قاتل حرفه‌ای اشاره کرد.

## مرگ
مارشال پس از حمله قلبی در خانه خود در انسینو کالیفرنیا درگذشت. 